# ليبور سيونكو
ليبور سيونكو (بالتشيكية: Libor Sionko)‏، من مواليد 1 فبراير 1977 في أوسترافا في تشيكوسلوفاكيا، لاعب كرة قدم تشيكي.
بدأ مسيرته الكروية مع نادي بانيك أوسترافا في موسم 1993/1994، وشارك معهم في مباراة واحدة، وفي عام 1994 انتقل إلى نادي ترينيك، ولعب معهم حتى عام 1996، وشارك معهم في 12 مباراة وسجل 3 أهداف، وفي موسم 1996/1997 انتقل إلى نادي زنويمو، ولم يلعب معهم أي مباراة، وفي عام 1997 عاد إلى نادي بانيك أوسترافا، ولعب معهم حتى عام 1999، وشارك معهم في 45 مباراة وسجل 11 هدف، وفي عام 1999 انتقل إلى نادي سبارتا براغ، ولعب معهم حتى عام 2004، وشارك معهم في 95 مباراة وسجل 25 هدف، وفي عام 2004 انتقل إلى نادي غرازر، ولعب معهم 6 مباريات، وفي عام 2004 انتقل إلى نادي أوستريا فيينا النمساوي، ولعب معهم حتى عام 2006، وشارك معهم في 63 مباراة وسجل 8 أهداف، وفي موسم 2006/2007 انتقل إلى نادي رينجرز الأستكلندي، ولعب معهم 18 مباراة وسجل 3 أهداف، ومنذ عام 2007 وهو يلعب مع نادي كوبنهاغن الدنماركي.
بدأ باللعب مع منتخب التشيك لكرة القدم في عام 1999، وهو يلعب معهم حتى الآن.

## روابط خارجية
- ليبور سيونكو على موقع الاتحاد الدولي (مؤرشف)  (الإنجليزية)
- ليبور سيونكو على موقع الاتحاد الأوربي (الإنجليزية)
- ليبور سيونكو على موقع الاتحاد التشيكي (الإنجليزية)
- ليبور سيونكو على موقع قاعدة بيانات كرة القدم.إي يو (الإنجليزية)
- ليبور سيونكو على موقع ناشيونال فوتبول تيمز (الإنجليزية)
- ليبور سيونكو على موقع Soccerbase.com (لاعب) (الإنجليزية)
- ليبور سيونكو على موقع Soccerway.com (الإنجليزية)
- ليبور سيونكو على موقع عالم كرة القدم.نت (الإنجليزية)
- ليبور سيونكو على موقع كووورة
- ليبور سيونكو على موقع أوليمبيديا (الإنجليزية)